# Associazioni Calcio Riunite Messina 1947 2015-2016
Questa voce raccoglie le informazioni riguardanti l'Associazioni Calcio Riunite Messina 1947 nelle competizioni ufficiali della stagione 2015-2016.

## Stagione
Nella stagione 2015-2016 la squadra peloritana si trova a giocare nel girone C del campionato di Lega Pro, dopo essere stata ripescata per le inchieste della procura di Catanzaro su Dirty Soccer.
Termina la stagione al settimo posto, ottenuto con 45 punti, nel girone di andata, nel quale ha raccolto 25 punti è stata allenata da Arturo Di Napoli, poi nel girone di ritorno, anzi dalla 21ª giornata, ha preso le redini il tecnico in seconda Raffaele Di Napoli. Il portoghese Diogo Tavares con 10 reti in campionato è risultato il miglior marcatore dei peloritani, con 8 reti bene ha fatto anche il brasiliano Gustavo. Non ha partecipato alla Coppa Italia di Lega Pro, stante il ripescaggio.

## Divise e sponsor
La ditta fornitrice del materiale tecnico è la Givova mentre lo sponsor ufficiale (presente solo sulla divisa casalinga) è la dicitura Donare gli organi per regalare la vita.
La divisa principale è costituita da una maglia di colore bianco con inserti gialli, rossi e neri sull'orlo, pantaloncini e calzettoni neri. La divisa da trasferta è composta da una maglia rossa con striscia triangolare gialla al centro e inserti gialli, con pantaloncini e calzettoni rossi. 
| Casa | Trasferta | Trasferta alt. |

## Organigramma societario
Area direttiva
- Proprietari: Natale Stracuzzi, Pietro Oliveri, Pietro Gugliotta e Antonino Micali
- Presidente: Natale Stracuzzi
- Vicepresidenti: Pietro Gugliotta e Pietro Oliveri
- Consiglieri: Antonino Micali e Maurizio Grosso
- Direttore generale: Raffaele Manfredi
- Direttore sportivo: Christian Argurio
- Direttore marketing Luigi Larizza
- Segretario generale: Alessandro Raffa
- Segretario sportivo: Antonio Minutoli
- Responsabile settore giovanile: Roberto Buttò
- Responsabile impiantistica: Ing. Giovanni Ferlazzo
- Responsabile biglietteria: Alberto Chillè

Area tecnica
- Direttore sportivo: Christian Argurio
- Allenatore: Raffaele Di Napoli
- Preparatore portieri: Leo Pellegrino
- Team manager: Francesco Alessandro
- Dirigente accompagnatore: Gaetano Alessandro
- Preparatore atletico: Maurizio Nanula
- Medici sociali: Francesco Petralito e Pierluigi Consolo
- Fisioterapisti: Rosario Cutuli e Giuseppe Frisone
- Massaggiatore: Gennaro De Novellis
- Collaboratori area tecnica: Giuseppe Arbuse
- Magazzinieri: Maurizio Barbera e Vincenzo Sorrenti

Area comunicazione
- Delegato ai rapporti con la tifoseria (SLO): Serafino Lombardo
- Delegato alla sicurezza: Giuseppe Leone
- Responsabile comunicazion: Vittorio Fiumanò
- Ufficio stampa: Fabio Formisano
- Rapporto con le istituzioni: Emanuele Bonfiglio
- Responsabile comunicazione settore giovanile: Paolo Crisafi

Area foto e video
- Fotografo: Francesco Saya
- Fotografo: Paolo Furrer
- VideoMaker: Roberto Travia

Area legale
- Ufficio legale: avv. Giovanni Villari

## Rosa
Rosa aggiornata al 12 febbraio 2016.
| N. |                    | Ruolo | Calciatore                   |
| -- | ------------------ | ----- | ---------------------------- |
|    | Italia (bandiera)  | P     | Stefano Addario              |
|    | Italia (bandiera)  | P     | Alessandro Berardi           |
|    | Italia (bandiera)  | P     | Angelo Raffaele Di Stasio    |
|    | Italia (bandiera)  | D     | Lorenzo Burzigotti           |
|    | Italia (bandiera)  | D     | Andrea De Vito               |
|    | Italia (bandiera)  | D     | Daniele Frabotta             |
|    | Italia (bandiera)  | D     | Aurelio Barilaro             |
|    | Italia (bandiera)  | D     | Luca Martinelli              |
|    | Italia (bandiera)  | D     | Genny Russo                  |
|    | Italia (bandiera)  | D     | Sebastian Fusca              |
|    | Italia (bandiera)  | D     | Matteo Zanini                |
|    | Italia (bandiera)  | D     | Alessandro Parisi (capitano) |
|    | Romania (bandiera) | D     | Filip Ionut                  |
|    | Italia (bandiera)  | D     | Francesco Mileto             |

| N. |                       | Ruolo | Calciatore                |
| -- | --------------------- | ----- | ------------------------- |
|    | Italia (bandiera)     | C     | Daniele Biondo            |
|    | Italia (bandiera)     | C     | Pietro Baccolo            |
|    | Italia (bandiera)     | C     | Giuseppe Russo            |
|    | Italia (bandiera)     | C     | Dario Barraco             |
|    | Italia (bandiera)     | C     | Fabrizio Massimo Bramati  |
|    | Italia (bandiera)     | C     | Giuseppe Fornito          |
|    | Italia (bandiera)     | C     | Carmine Giorgione         |
|    | Italia (bandiera)     | C     | Francesco Paolo Salvemini |
|    | Italia (bandiera)     | A     | Salvatore Cocuzza         |
|    | Brasile (bandiera)    | A     | Gustavo Di Mauro Vagenin  |
|    | Italia (bandiera)     | A     | Fabio Padulano            |
|    | Portogallo (bandiera) | A     | Diogo Tavares             |
|    | Slovenia (bandiera)   | A     | Maks Barisic              |
|    | Italia (bandiera)     | A     | Filippo Maria Scardina    |

## Calciomercato

### Sessione estiva(dal 1/9 al 20/9 )
| Arrivi | Arrivi                    | Arrivi    | Arrivi     |
| R.     | Nome                      | da        | Modalità   |
| ------ | ------------------------- | --------- | ---------- |
| P      | Alessandro Berardi        | Lazio     | Definitivo |
| P      | Stefano Addario           | Savona    | Definitivo |
| P      | Angelo Raffaele Di Stasio | Monza     | Definitivo |
| D      | Genny Russo               | Agropoli  | Definitivo |
| D      | Daniele Frabotta          | Lupa Roma | Definitivo |
| D      | Luca Martinelli           | Empoli    | Definitivo |
| D      | Andrea De Vito            | Varese    | Definitivo |
| D      | Luigi Palumbo             | Gorica    | Definitivo |
| D      | Lorenzo Burzigotti        | Grosseto  | Definitivo |
| D      | Aurelio Barilaro          | Ancona    | Prestito   |
| C      | Matteo Zanini             | Torres    | Definitivo |
| C      | Daniele Biondo            | Savona    | Definitivo |
| C      | Carmine Giorgione         | Savona    | Definitivo |
| C      | Pietro Baccolo            | Paganese  | Definitivo |
| C      | Giuseppe Fornito          | Rimini    | Prestito   |
| C      | Dario Barraco             | Catanzaro | Definitivo |
| C      | Fabrizio Massimo Bramati  | Savona    | Definitivo |
| C      | Francesco Paolo Salvemini | Ternana   | Prestito   |
| A      | Salvatore Cocuzza         |           | Definitivo |
| A      | Gustavo Di Mauro Vagenin  | Novara    | Definitivo |
| A      | Fabio Padulano            | Arezzo    | Definitivo |
| A      | Diogo Tavares             | Ancona    | Definitivo |

| Partenze | Partenze | Partenze | Partenze |
| R.       | Nome     | a        | Modalità |
| -------- | -------- | -------- | -------- |

### Operazioni tra le due sessioni
| Acquisti | Acquisti          | Acquisti   | Acquisti   |
| R.       | Nome              | da         | Modalità   |
| -------- | ----------------- | ---------- | ---------- |
| D        | Sebastian Fusca   | Svincolato | Definitivo |
| D        | Alessandro Parisi | Svincolato | Definitivo |
| A        | Savino Leonetti   | Svincolato | Definitivo |

### Sessione invernale (dal 04/01 al 01/02)
| Acquisti | Acquisti               | Acquisti             | Acquisti   |
| R.       | Nome                   | da                   | Modalità   |
| -------- | ---------------------- | -------------------- | ---------- |
| D        | Filip Ionut            | Delta Dobrogea       | Definitivo |
| D        | Francesco Mileto       | Juve Stabia          | Definitivo |
| C        | Giuseppe Russo         | Catania              | Prestito   |
| A        | Maks Barisic           | Catania              | Prestito   |
| A        | Filippo Maria Scardina | Lupa Castelli Romani | Definitivo |

| Cessioni | Cessioni        | Cessioni | Cessioni   |
| R.       | Nome            | da       | Modalità   |
| -------- | --------------- | -------- | ---------- |
| A        | Savino Leonetti | Rimini   | Definitivo |

## Risultati

### Lega Pro

#### Girone di andata
| Benevento 23 settembre 2015, ore 18.00 1ª Giornata | Benevento               | 0 – 0 referto | Messina | Stadio Ciro Vigorito (2.530 spett.)\| Arbitro: \| Mastrodonato (Molfetta) \| |
| Arbitro:                                           | Mastrodonato (Molfetta) |               |         |                                                                              |

| Messina 7 ottobre 2015, ore 15.00 2ª Giornata | Messina            | 0 – 0 referto | Ischia Isolaverde | Stadio San Filippo (2.670 spett.)\| Arbitro: \| Prontera (Bologna) \| |
| Arbitro:                                      | Prontera (Bologna) |               |                   |                                                                       |

| Arbitro: | Di Gioia (Nola) |

|           |           |             |
| Croce 82’ | Marcatori | 92’ Tavares |

| Arbitro: | D'Apice (Arezzo) |

|                 |           |  |
| Cocuzza 4’, 48’ | Marcatori |  |

| Arbitro: | Volpi (Arezzo) |

|                       |           |             |
| Caccavallo 44’ (rig.) | Marcatori | 67’ Tavares |

| Arbitro: | Valiante (Nocera Inferiore) |

|                                |           |             |
| Tavares 18’ Cocuzza 89’ (rig.) | Marcatori | 60’ Iannini |

| Arbitro: | Baroni (Firenze) |

|  |           |                    |
|  | Marcatori | 35’ (rig.) Barraco |

| Arbitro: | Nicoletti (Catanzaro) |

|               |           |  |
| Salvemini 49’ | Marcatori |  |

| Arbitro: | Perrotti (Legnano) |

|                       |           |  |
| Iemmello 2’ Gerbo 67’ | Marcatori |  |

| Arbitro: | Di Ruberto (Nocera Inferiore) |

|  |           |                        |
|  | Marcatori | 5’ Barraco 75’ Cocuzza |

| Messina 15 novembre 2015, ore 14.30 11ª Giornata | Messina         | 0 – 0 | Catania | Stadio San Filippo (18.426 spett.)\| Arbitro: \| Amoroso (Paola) \| |
| Arbitro:                                         | Amoroso (Paola) |       |         |                                                                     |

| Arbitro: | Mainardi (Bergamo) |

|         |           |  |
| Moi 55’ | Marcatori |  |

| Messina 29 novembre 2015, ore 15.00 13ª Giornata | Messina              | 0 – 0 | Juve Stabia | Stadio San Filippo (2.850 spett.)\| Arbitro: \| Pagliardini (Arezzo) \| |
| Arbitro:                                         | Pagliardini (Arezzo) |       |             |                                                                         |

| Arbitro: | Di Martino (Teramo) |

|                        |           |  |
| Surraco 57’ Lepore 88’ | Marcatori |  |

| Arbitro: | Paolini (Ascoli Piceno) |

|             |           |               |
| Fornito 20’ | Marcatori | 10’ Cristaldi |

| Arbitro: | Giovani (Grosseto) |

|                                                          |           |                |
| Negro 14’ (rig.), 74’ Frabotta 34’ (aut.) De Angelis 82’ | Marcatori | 18’ Burzigotti |

| Arbitro: | Chindemi (Viterbo) |

|                             |           |  |
| Gustavo 8’, 26’ Tavares 76’ | Marcatori |  |

### Girone di ritorno
| Arbitro: | Massimi (Termoli) |

|  |           |                                                       |
|  | Marcatori | 6’, 56’ Ciciretti 20’ Cissè 48’ Del Pinto 67’ Marotta |

| Ischia 24 gennaio 2015, ore 14.00 19ª Giornata | Ischia Isolaverde  | 0 – 0 | Messina | Stadio Enzo Mazzella (755 spett.)\| Arbitro: \| Sprezzola (Mestre) \| |
| Arbitro:                                       | Sprezzola (Mestre) |       |         |                                                                       |

| Arbitro: | Dionisi (L'Aquila) |

|                              |           |                          |
| Gustavo 27’, 48’ Tavares 77’ | Marcatori | 29’ Romano 45’ M. Djuric |

| Arbitro: | Strippoli (Bari) |

|                                         |           |                |
| Arrigoni 14’ Blondett 62’ La Mantia 68’ | Marcatori | 29’ Burzigotti |

| Arbitro: | Fourneau (Roma) |

|                                 |           |                       |
| Barisic 50’ Acampora 77’ (aut.) | Marcatori | 20’ Carcione 55’ Deli |

| Arbitro: | Maggioni (Lecco) |

|              |           |             |
| Albadoro 51’ | Marcatori | 31’ Gustavo |

| Arbitro: | Sozza (Seregno) |

|  |           |             |
|  | Marcatori | 3’ Piccinni |

| Arbitro: | Di Gioia (Nola) |

|  |           |           |
|  | Marcatori | 87’ Ionut |

| Arbitro: | Morreale (Roma) |

|                                      |           |                              |
| Ionut 15’ Martinelli 53’ Fornito 93’ | Marcatori | 24’ Iemmello 91’ Arcidiacono |

| Arbitro: | Candeo (Este) |

|             |           |  |
| Tavares 81’ | Marcatori |  |

| Arbitro: | Piccinini (Forlì) |

|                               |           |             |
| Calil 38’ (rig.) Russotto 81’ | Marcatori | 64’ Gustavo |

| Arbitro: | Zanonato (Vicenza) |

|             |           |             |
| Tavares 67’ | Marcatori | 58’ Olivera |

| Arbitro: | Amabile (Vicenza) |

|                                 |           |             |
| Favasuli 73’ (rig.), 78’ (rig.) | Marcatori | 7’ Scardina |

| Arbitro: | D'Apice (Arezzo) |

|             |           |            |
| Tavares 71’ | Marcatori | 63’ Lepore |

| Arbitro: | Fiorini (Frosinone) |

|                                       |           |                             |
| Žibert 50’ Leonetti 75’ Di Piazza 78’ | Marcatori | 3’, 45’ Tavares 88’ Gustavo |

| Arbitro: | Paolini (Ascoli Piceno) |

|            |           |               |
| Mileto 68’ | Marcatori | 4’ M. Mancosu |

| Arbitro: | Di Ruberto (Nocera Inferiore) |

|                             |           |                         |
| Marchetti 22’ Berardino 89’ | Marcatori | 46’ Gustavo 78’ Barisic |

## Statistiche

### Statistiche di squadra
| Competizione | Punti | In casa | In casa | In casa | In casa | In casa | In casa | In trasferta | In trasferta | In trasferta | In trasferta | In trasferta | In trasferta | Totale | Totale | Totale | Totale | Totale | Totale | D.R |
| Competizione | Punti | G       | V       | N       | P       | Gf      | Gs      | G            | V            | N            | P            | Gf           | Gs           | G      | V      | N      | P      | Gf     | Gs     | D.R |
| ------------ | ----- | ------- | ------- | ------- | ------- | ------- | ------- | ------------ | ------------ | ------------ | ------------ | ------------ | ------------ | ------ | ------ | ------ | ------ | ------ | ------ | --- |
| Lega Pro     | 45    | 17      | 7       | 8       | 2       | 21      | 17      | 17           | 3            | 7            | 7            | 16           | 24           | 34     | 10     | 15     | 9      | 37     | 41     | -4  |

### Andamento in campionato
| Giornata  | 1  | 2 | 3  | 4 | 5 | 6 | 7 | 8 | 9 | 10 | 11 | 12 | 13 | 14 | 15 | 16 | 17 | 18 | 19 | 20 | 21 | 22 | 23 | 24 | 25 | 26 | 27 | 28 | 29 | 30 | 31 | 32 | 33 | 34 |
| --------- | -- | - | -- | - | - | - | - | - | - | -- | -- | -- | -- | -- | -- | -- | -- | -- | -- | -- | -- | -- | -- | -- | -- | -- | -- | -- | -- | -- | -- | -- | -- | -- |
| Luogo     | T  | C | T  | C | T | C | T | C | T | T  | C  | T  | C  | T  | C  | T  | C  | C  | T  | C  | T  | C  | T  | C  | T  | C  | C  | T  | C  | T  | C  | T  | C  | T  |
| Risultato | N  | N | N  | V | N | V | V | V | P | V  | N  | P  | N  | P  | N  | P  | V  | P  | N  | V  | P  | N  | N  | P  | V  | V  | V  | P  | N  | P  | N  | N  | N  | N  |
| Posizione | 10 | 7 | 13 | 6 | 8 | 5 | 2 | 1 | 3 | 2  | 2  | 2  | 4  | 6  | 6  | 6  | 6  | 7  | 7  | 6  | 7  | 7  | 8  | 8  | 7  | 7  | 7  | 7  | 7  | 8  | 8  | 8  | 8  | 7  |

Legenda:

Luogo: C = Casa; T = Trasferta. Risultato: V = Vittoria; N = Pareggio; P = Sconfitta.

### Statistiche dei giocatori
Sono in grassetto i calciatori che hanno lasciato la società a stagione in corso.
| Giocatore     | Lega Pro | Lega Pro | Lega Pro    | Lega Pro   |
| Giocatore     | Presenze | Reti     | Ammonizioni | Espulsioni |
| ------------- | -------- | -------- | ----------- | ---------- |
| A. Berardi    | 25       | -27      | 1           | 1          |
| S. Addario    | 11       | -14      | 1           | -          |
| A. Di Stasio  | -        | -        | -           | -          |
| A. Barilaro   | 18       | -        | 3           | -          |
| L. Burzigotti | 23       | 2        | 2           | 1          |
| D. Frabotta   | 7        | -        | 3           | -          |
| S. Fusca      | 3        | -        | 1           | 1          |
| F. Ionut      | 5        | 2        | 2           | 1          |
| L. Martinelli | 26       | 1        | 6           | 2          |
| L. Palumbo    | 11       | -        | 3           | -          |
| A. Parisi     | 9        | -        | 4           | -          |
| G. Russo      | 11       | -        | 2           | -          |
| F. Mileto     | 8        | 1        | -           | -          |
| M. Zanini     | 25       | -        | 2           | -          |
| P. Baccolo    | 26       | -        | 6           | 2          |
| F. Bossa      | 2        | -        | -           | -          |
| D. Biondo     | 8        | -        | 1           | -          |
| F. Bramati    | 9        | -        | 1           | -          |
| A. De Vito    | 30       | -        | 4           | 1          |
| G. Fornito    | 31       | 2        | 7           | -          |
| C. Giorgione  | 30       | -        | 13          | -          |
| G. Russo      | 10       | -        | 1           | -          |
| D. Barraco    | 14       | 2        | 2           | -          |
| S. Cocuzza    | 17       | 4        | 1           | -          |
| F. Padulano   | 15       | -        | 1           | -          |
| Gustavo       | 26       | 8        | 3           | 1          |
| S. Leonetti   | 9        | -        | -           | -          |
| F. Salvemini  | 16       | 1        | 1           | -          |
| S. Longo      | 2        | -        | -           | -          |
| D. Tavares    | 27       | 10       | 3           | -          |
| M. Barisic    | 9        | 2        | 2           | -          |
| F. Scardina   | 9        | 1        | -           | -          |